# Томенко, Виктор Петрович
Виктор Петрович Томенко (род. 12 мая 1971, Норильск, Красноярский край) — российский государственный деятель. Губернатор Алтайского края с 17 сентября 2018 года. Член президиума Государственного Совета России с 27 января 2020 года.

## Биография
Виктор Томенко родился 12 мая 1971 года в Норильске Красноярского края. В 1993 году окончил с отличием Норильский индустриальный институт по специальности «Экономика и управление в цветной металлургии», инженер-экономист.
Увлекается баскетболом. В школе тренировался вместе с Александром Новаком.

### Трудовая деятельность

#### Норильский горно-металлургический комбинат
В 1988 году в 17 лет поступил на работу на Надеждинский металлургический завод Норильского горно-металлургического комбината им. А. П. Завенягина (с 1989 года входит в состав ОАО ГМК «Норильский никель»). В 1988—1990 годах работал аппаратчиком-гидрометаллургом 1 разряда. В 1990—1991 — технико-технолог (стажёр) технического отдела. В 1991 году — техник по труду (стажёр) отдела научной организации труда и заработной платы. В 1991—1992 — экономист (стажёр) планово-экономического отдела. В 1992 году — бухгалтер (стажёр) бухгалтерии. В 1992—1993 — экономист (дублер) планово-экономического отдела.
В 1993—1994 — экономист в бухгалтерии в бюро учёта материалов и основных фондов.
С ноября 1994 по август 1996 — начальник отдела налогов финансового управления ОАО «Норильский горно-металлургический комбинат им. А. П. Завенягина».

#### Полигон-Таймыр
В 1996—1997 годах — главный бухгалтер ЗАО «Полигон-Таймыр» (гендиректор — Валерий Викторович Пронников).

#### Норильский комбинат (1997—2010)
В 1997—1998 годах — главный бухгалтер АО «Норильский комбинат». С 1998—1999 годов — заместитель генерального директора по экономике и финансам АО «Норильский комбинат».
В 1999—2001 годах — заместитель генерального директора по экономике и финансам ОАО «Норильская горная компания».
С декабря 1999 по февраль 2001 года — заместитель генерального директора по экономике и правовым вопросам — главный бухгалтер ОАО «ГМК „Норильский никель“».
С ноября 2001 по июль 2002 года — заместитель генерального директора по экономике и финансам Заполярного филиала ОАО «ГМК „Норильский никель“».
В 2002—2004 годах — первый заместитель директора Заполярного филиала ОАО «ГМК „Норильский никель“» — первый заместитель председателя правления.
С 2004 по 2010 год — директор Заполярного филиала ОАО «ГМК „Норильский никель“» — председатель правления Заполярного филиала ОАО «ГМК „Норильский никель“»

#### В правительстве Красноярского края (2010—2018)
В марте 2010 года Лев Кузнецов, наделённый полномочиями губернатора Красноярского края в феврале 2010 года, предложил назначить экс-директора Заполярного филиала ГМК «Норильский никель» Виктора Томенко вице-премьером правительства региона. С марта 2010 по декабрь 2011 года — заместитель губернатора Красноярского края — заместитель председателя правительства Красноярского края.
С 14 декабря 2011 Виктор Томенко возглавил правительство Красноярского края. Предыдущий председатель правительства края Эдхам Акбулатов покинул занимаемый пост в связи с переходом на должность первого заместителя главы Красноярска. С 14 декабря 2011 по 8 февраля 2012 года — исполняющий обязанности, затем — первый заместитель губернатора Красноярского края — председатель правительства Красноярского края.
12 мая 2014 года сменился губернатор Красноярского края, исполняющим обязанности был назначен Виктор Толоконский. С мая 2014 по октябрь 2014 года Томенко работал снова в статусе исполняющего обязанности. Победивший на выборах губернатора Красноярского края Толоконский вновь назначил Томенко первым заместителем — председателем правительства Красноярского края.
С 30 сентября 2017 года находился в статусе исполняющего обязанности.
С декабря 2018 года — член партии «Единая Россия». Входит в состав президиума регионального политического совета отделения партии в Алтайском крае.
Член президиума Государственного совета РФ. С декабря 2020 года — председатель комиссии Госсовета по направлению «Сельское хозяйство».

## Губернатор Алтайского края
30 мая 2018 года президент Владимир Путин назначил Томенко временно исполняющим обязанности губернатора Алтайского края. В сентябре он победил на выборах с результатом 53,61 % голосов избирателей и вступил в должность губернатора.
В короткий срок погасил межэлитные конфликты в регионе. Уровень доверия к губернатору в Алтайском крае, по данным Фонда «Общественное Мнение» на март 2019 года, составлял 45 %. По цитируемости в рейтинге «Медиалогии» в марте 2019 года Томенко занимал 37 место среди глав регионов с показателем 3139 сообщений; в федеральных СМИ почти не упоминался.
9 мая 2019 года принял участие в акции «Бессмертный полк» в Барнауле. Он шёл с портретами своих бабушки и дедушки по материнской линии Юлии и Павла Мельченко.
На первой после избрания встрече с журналистами Виктор Томенко заявил: «На всю оставшуюся жизнь Алтайский край будет моей судьбой, и у нас будет общая судьба». Тем не менее он считает, что любая власть должна быть временной. «Я не хотел бы быть губернатором на 20 или на 25 лет, даже если бы это было возможно. Ради здоровья системы, ради поддержания реальной демократии, сменяемости власти и тому подобного надо уходить», — сформулировал своё кредо губернатор Алтайского края. При этом он признался, что хотя он не фаталист, но «есть такое понятие — так сложилась судьба или так сложилась жизнь». «Я просто не знаю, кто ею управляет», — признался Томенко.
С 27 января 2020 — член президиума Государственного Совета Российской Федерации.
В марте 2023 года завёл официальный канал в Telegram.
В сентябре 2023 года, по итогам Единого дня голосования, был избран на второй пятилетний губернаторский срок, набрав 76,16 % голосов избирателей. 18 сентября 2023 года официально вступил в должность губернатора.

## Личная жизнь
Женат. Имеет дочь Галину, переехала на ПМЖ в США.
Супруга — Татьяна Владимировна Томенко. Женился в 19 лет (с супругой познакомился, когда обоим было по 17).

## Санкции
С июля 2022 года, за поддержку войны России против Украины, находится под санкциями Великобритании. 
С 15 декабря 2022 года — под санкциями США так как «обеспечивает выполнение призыва граждан в ответ на недавний российский приказ о мобилизации». 
19 августа 2022 года включён в санкции Канады из-за «продолжающихся нарушений Россией суверенитета и территориальной целостности Украины и незаконной оккупации Крыма». 
19 октября 2022 года включён в санкции Украины как «глава государственного органа, осуществлявший поддержку/поощрение/публичное одобрение политики РФ, направленной на проведение военных действий и геноцид гражданского населения в Украине».
По аналогичным основаниям находится в санкционных списках Австралии и Новой Зеландии.

## Награды
- За большой личный вклад в развитие металлургического производства и плодотворный труд награждён почётной грамотой Министерства экономики Российской Федерации[22].

## Собственность
В 2017 году Виктор Томенко задекларировал доход 3,156 млн рублей. В собственности у него значатся две квартиры площадью 113,3 м² и 233,9 м². Также в декларации указан автомобиль Audi Q7 и машино-место площадью 14,1 м². Что касается супруги чиновника, то её доход составил 357 896 рублей. Она в 2017 году являлась владелицей квартиры площадью 213,6 м², двух машино-мест площадью 25,2 м² и 25,9 м², нежилого помещения площадью 73,6 м². Также в пользовании у супругов значился жилой дом площадью 131,6 м². Вся недвижимость семьи Томенко находится на территории Российской Федерации.
Общая сумма декларированного дохода за 2018 года составила 5 млн 581 тыс. руб., супруги — 237 тыс. руб. Сумма декларированного дохода за 2019 г. составила 4 млн 264 тыс. руб., супруги — 675 тыс. руб. Сумма декларированного дохода за 2020 г. составила 8 млн 516 тыс. руб., супруги — 458 тыс. руб. В 2021 году Томенко заработал более 85 миллионов рублей, став вторым в рейтинге самых богатых губернаторов.